# Giuseppe Albenga
Giuseppe Albenga (Incisa Scapaccino, 9 giugno 1882 – Torino, 19 gennaio 1957) è stato un ingegnere italiano.

## Biografia
Allievo di Camillo Guidi, si laureò in Ingegneria Civile a Torino nel 1904.
Professore straordinario di Costruzioni stradali e ferroviarie nel 1914 a Bologna e dal 1915 al 1918 a Pisa. Dal 1919 al 1928 insegnò Scienza delle costruzioni a Bologna.
Nel 1928 Albenga si trasferì alla cattedra di Costruzione di ponti del Politecnico di Torino, istituto di cui fu rettore dal 1929 al 1932.
I suoi principali contributi appartengono al campo della teoria ed del progetto dei ponti e della storia dell'ingegneria, ambito in cui è stato fra i primi a studiare la storia l'evoluzione del calcestruzzo armato.
Tra i suoi allievi si ricordano: Odone Belluzzi, Luigi Stabilini, Letterio Francesco Donato, Augusto Cavallari Murat, Giulio Pizzetti e Riccardo Baldacci.
Il 24 febbraio 1918 divenne socio dell'Accademia delle scienze di Torino.

## Opere
- Giuseppe Albenga, Lezioni di costruzioni idrauliche. Anno 1920-21, Bologna, Sindacato Nazionale Allievi Ingegneri, 1921.
- Giuseppe Albenga, Meccanica applicata alle costruzioni, Torino, Dattilo-Litografia A. Viretto.

1. Statica dei sistemi rigidi, 1922-23.
2. Statica delle costruzioni e resistenza dei materiali, 1923-24.

- Giuseppe Albenga, Lezioni di ponti. Anno 1922-23, Torino, A. Viretto, 1922.
- Giuseppe Albenga, Lezioni di ponti, Torino, Unione tipografico-editrice torinese, 1930-1931.

1. Nozioni generali, 1930.
2. Principii della teoria dei ponti, 1930.
3. Problemi speciali, 1931.

- Giuseppe Albenga, Eligio Perucca, Dizionario tecnico industriale enciclopedico, Torino, UTET, 1937.
- Appunti di costruzioni in legno, ferro e cemento armato dalle Lezioni di Giuseppe Albenga, Torino, Ed. Corda Fratres, 1948.
- Giuseppe Albenga, I ponti, Torino, Unione Tipografico Editrice Torinese, 1953.

1. L'esperienza.
2. La teoria.
3. La pratica.

- Giuseppe Albenga, Moderni ponti stradali in acciaio, Milano, Ufficio italiano sviluppo applicazioni acciaio, 1956.
- Guido Fubini, Giuseppe Albenga, La matematica dell'ingegnere e le sue applicazioni, Bologna, Zanichelli, 1949-1954.

1. Volume primo, 1949.
2. Volume secondo, 1954.